# Les Innocentes
Les Innocentes (bra: Agnus Dei), também conhecido como Agnus Dei, é um filme de 2016 dirigido por Anne Fontaine. O roteiro é de Sabrina B. Karine, Pascal Bonitzer, Anne Fontaine e Alice Vial, após uma ideia original de Philippe Maynial. Maynial se inspirou nas experiências de sua tia, Madeleine Pauliac, uma médica francesa da Cruz Vermelha que trabalhou na Polônia após a Segunda Guerra Mundial, lidando com as consequências de estupros em massa por soldados soviéticos.
No Brasil, foi lançado pela Mares Filmes nos cinemas em 14 de julho de 2016. Antes do lançamento nos cinemas, foi apresentado no Festival Varilux de Cinema Francês, sendo o segundo filme mais assistido do festival, ficando atrás de Chocolat.  Em 2020, foi exibido gratuitamente no Festival Varilux em Casa.

## Elenco
- Lou de Laâge como Mathilde Beaulieu
- Agata Buzek como irmã Maria
- Agata Kulesza como Madre Superiora
- Vincent Macaigne como Samuel
- Joanna Kulig como Irmã Irena
- Katarzyna Dąbrowska como irmã Anna
- Thomas Coumans como Gaspard
- Eliza Rycembel como Teresa
- Anna Próchniak como Zofia
- Pascal Elso como o coronel

## Recepção
Na França, o filme tem uma média de 3,8/5 no AlloCiné calculada a partir de 24 resenhas da imprensa.
No agregador de críticas Rotten Tomatoes, que categoriza as opiniões apenas como positivas ou negativas, o filme tem um índice de aprovação de 95% calculado com base em 112 comentários dos críticos com o consenso crítico dizendo que "nem sempre é fácil de assistir, mas sua exploração matizada de temas complexos - e sua perspectiva refrescante - valem o esforço." Já no agregador Metacritic, com base em 23 opiniões de críticos que escrevem em maioria para a imprensa tradicional, o filme tem uma média aritmética ponderada de 78 entre 100, com a indicação de "revisões geralmente favoráveis".